# Tiêm Thảo Bình
Tiêm Thảo Bình (chữ Hán giản thể: 尖草坪区, âm Hán Việt: Tiêm Thảo Bình khu) là một quận thuộc thành phố Thái Nguyên, tỉnh Sơn Tây, Cộng hòa Nhân dân Trung Hoa. Quận Tiêm Thảo Bình Khu có diện tích 285,6 km², dân số năm 2002 là 320.000 người. Quận Tiêm Thảo Bình được chia thành các đơn vị hành chính gồm 9 nhai đạo, 2 trấn, 3 hương.
- Nhai đạo: Sài Thôn, Quang, Thượng Lan, Nam Trại, Nghênh Tân Nhai, Cổ Thành, Hối Phong, Tân Thành, Tiêm Thảo Bình.
- Trấn: Hướng Dương, Dương Khúc.
- Hương: Mã Đầu Thủy, Bách Bản, Tây 墕.